# Smrt Jamese Deana
Hollywoodský herec James Dean zahynul 30. září 1955 ve věku 24 let při autonehodě poblíž Cholame v Kalifornii. Dříve se účastnil několika automobilových závodů a právě cestoval na závod sportovních vozů, když se stal účastníkem nehody na křižovatce silnic U.S. Route 466 (později SR 46) a SR 41.

## Závodní kariéra
V dubnu 1954, poté co získal roli Cala Traska ve filmu Na východ od ráje, si James Dean koupil motocykl Triumph Tiger T110 650 cc z roku 1955 a později také ojetý červený sportovní vůz MG TD z roku 1953. V březnu 1955 vyměnil Dean MG za nový Porsche Speedster z roku 1955, který zakoupil u Competition Motors v Hollywoodu v Kalifornii. Tři dny po skončení natáčení Na východ od ráje vyměnil Triumph T110 za Triumph TR5 Trophy z roku 1955. Těsně před začátkem natáčení Rebela bez příčiny se Dean 26. a 27. března zúčastnil závodů Palm Springs Road Races se Speedsterem. V sobotní kategorii nováčků skončil na prvním místě a v nedělním hlavním závodě na druhém místě. Dean také závodil se Speedsterem v Bakersfieldu 1. a 2. května, kde skončil první ve své kategorii a třetí celkově. Jeho poslední závod se Speedsterem se konal na Den obětí války 30. května v Santa Barbaře, kde startoval z osmnácté pozice a propracoval se až na čtvrtou, než přetočil motor a poškodil píst. Závod nedokončil.
Během natáčení filmu Gigant od června do poloviny září společnost Warner Brothers Deanovi zakázala veškeré závodní aktivity. V červenci složil Dean zálohu na nový sportovní vůz Lotus Mark IX u prodejce Jaye Chamberlaina v Burbanku. Bylo mu sděleno, že dodání Lotusu bude odloženo až na podzim. Dne 21. září, když Dean dokončoval Giganta, vyměnil svůj Speedster v Competition Motors za nový, výkonnější a rychlejší Porsche 550 Spyder z roku 1955 a přihlásil se do nadcházejícího závodu Salinas Road Race, který se měl konat 1.–2. října. Koupil si také nové kombi Ford Country Squire z roku 1955, které používal k přepravě svého Porsche přezdívaného „Little Bastard“ na závody a zpět na otevřeném přívěsu pro automobily.
Podle Lee Raskina, historika značky Porsche a autora knihy James Dean: At Speed, herec požádal malíře a pinstripera Deana Jeffriese, aby na auto namaloval nápis „Little Bastard“:
Dean Jeffries, který měl lakovnu vedle [George] Barrise, provedl úpravy vozu, které spočívaly v tom, že černou dočasnou barvou namaloval číslo ‚130‘ na přední kapotu, dveře a zadní víko. Také napsal nápis ‚Little Bastard‘ přes zadní kapotu. Červená kožená skořepinová sedadla a červené pruhy na zádi byly původní. Zadní pruhy byly namalovány stuttgartskou továrnou, což bylo u Spyderů pro závodní identifikaci obvyklé.

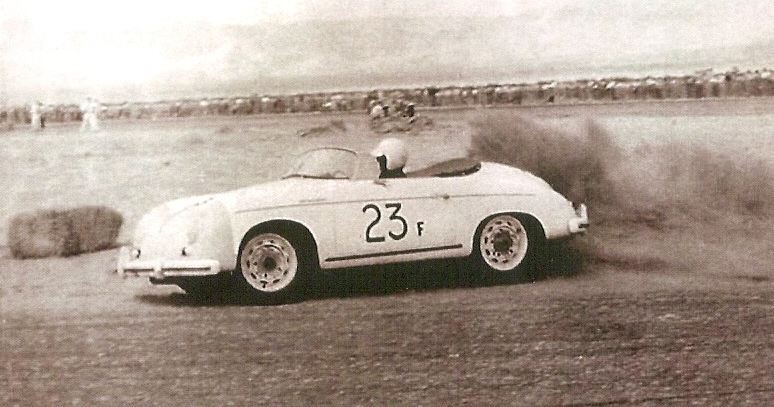
James Dean v Porsche Speedster na závodech v Palm Springs, březen 1955.

Údajně přezdívku „Little Bastard“ (malý bastard) dal Deanovi Bill Hickman, kaskadér společnosti Warner Bros., s nímž se Dean spřátelil. Hickman byl součástí Deanovy skupiny, která 30. září 1955 jela na závody Salinas Road Races. Hickman tvrdí, že Deanovi říkal „malý bastard“ a on jemu zase „velký bastard“. Další verze původu přezdívky „Little Bastard“ – potvrzená dvěma Deanovými blízkými přáteli, Philem Sternem a Lewem Brackerem – je, že prezident Warner Bros. Jack L. Warner jednou označil Deana za malého bastarda poté, co odmítl opustit svůj dočasný přívěs na pozemku studia, který zde měl k dispozici během natáčení filmu Na východ od ráje. Dean se chtěl Warnerovi „pomstít“ tím, že pojmenoval svůj závodní vůz „Little Bastard“ a vzdorně ukázal, že navzdory zákazu závodění během natáčení bude závodit mezi jednotlivými projekty.

## Autonehoda
30. září 1955 byli Dean a jeho mechanik Rolf Wütherich, vyškolený v továrně Porsche, v Competition Motors v Hollywoodu, kde připravovali „Little Bastarda“ na víkendové závody sportovních vozů v Salinas. Dean původně zamýšlel táhnout Porsche za svým kombi Ford Country Squire z roku 1955, v němž měl jet Hickman spolu s profesionálním fotografem Sanfordem H. Rothem, který plánoval pro časopis Collier's připravit fotoreportáž o Deanovi na závodech. Protože Spyder ještě neměl najeto dost kilometrů, aby se mohl kvalifikovat do závodu, doporučil Wütherich Deanovi, aby s ním do Salinas jel a přidal tak další kilometry. Skupina se před odjezdem kolem 13:15 PST zastavila na kávu a koblihy v Hollywood Ranch Market na Vine Street naproti Competition Motors. Kolem 14:00 natankovali u čerpací stanice Mobil na Ventura Boulevard u Beverly Glen Boulevard v Sherman Oaks. Poté se vydali na sever po dálnici Golden State Highway (US 99, později část Interstate 5) a přes Grapevine směrem na Bakersfield.
V 15:30 byl Dean zastaven kalifornským dálničním policistou Otiem V. Hunterem na Mettler Station jižně od Bakersfieldu za to, že jel rychlostí 105 km/h v zóně s omezením 89 km/h. Hickman, který jel za Spyderem ve Fordu Country Squire s přívěsem, byl rovněž pokutován za překročení rychlosti o 32 km/h, protože maximální povolená rychlost pro vozidla s přívěsem byla 72 km/h. Po obdržení pokut se Dean a Hickman vydali na západ po silnici SR 166/SR 33, aby se vyhnuli pomalému centru Bakersfieldu, kde byla rychlost omezena na 40 km/h. Silnice SR 166/SR 33 byla známou zkratkou pro řidiče sportovních vozů cestující do Salinas, nazývanou „silnice závodníků“, která vedla k Blackwells Corner na silnici US 466 (později SR 46). Deanův životopisec a odborník Warren Beath však s tímto tvrzením nesouhlasí a odvolává se na Wütherichovu výpověď při vyšetřování, v níž uvedl, že projeli Bakersfieldem a odbočili vlevo na silnici US 466. Beath, který žije v Bakersfieldu, zdůrazňuje, že silnice SR 99 neprochází centrem města, ale obchází je po východní straně. Ve své výpovědi Hunter uvedl, že Dean pokračoval do Bakersfieldu.

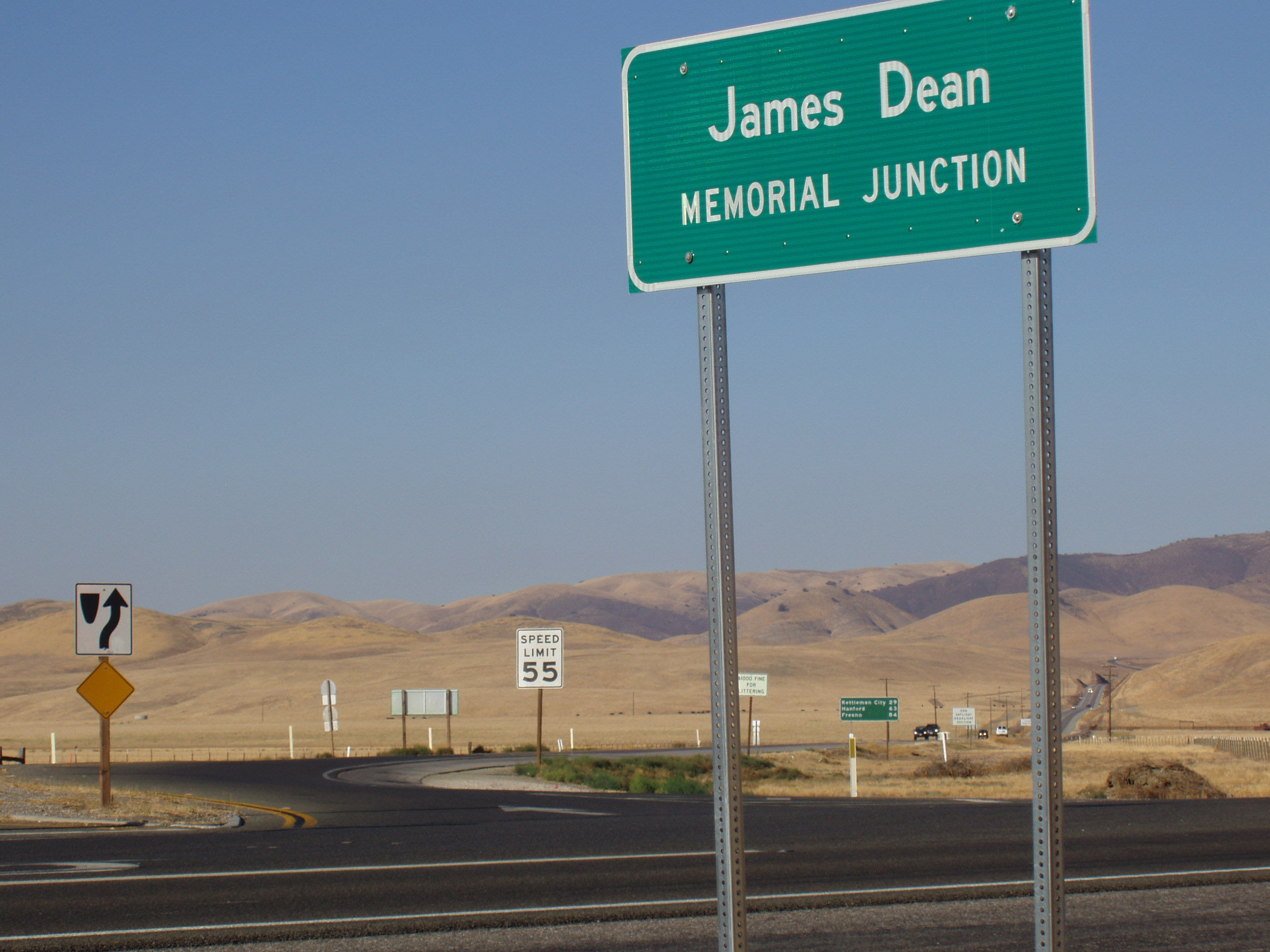
Křižovatka silnic SR 46 (dříve US 466) a SR 41 v roce 2007.

V Blackwells Corner se Dean krátce zastavil na občerstvení a setkal se s kolegy závodníky Lancem Reventlowem a Brucem Kesslerem, kteří také jeli do Salinas v Reventlowově kupé Mercedes-Benz 300 SL. Když oba odjížděli, domluvili se s Deanovou skupinou, že se sejdou na večeři v Paso Robles.
Přibližně v 17:15 Dean a Hickman opustili Blackwells Corner a vydali se na západ po silnici US 466 směrem k Paso Robles, vzdálenému přibližně 97 km. Dean zrychlil ve Spyderu a nechal Ford Country Squire daleko za sebou. Dále po silnici US 466 Dean překonal Polonio Pass a sjel po dlouhém Antelope Grade, přičemž míjel auta po cestě směrem ke křižovatce silnic US 466 a SR 41. 
Přibližně v 17:45 jel dvoubarevný černobílý Ford Tudor z roku 1950 po silnici US 466 směrem na východ, západně od křižovatky poblíž Shandonu. Jeho řidič, 23letý veterán námořnictva a student Cal Poly Donald Turnupseed, odbočil doleva na silnici SR 41 směrem na sever k Fresnu. Když Turnupseedův Ford překročil středovou čáru, Dean – který si jasně uvědomil blížící se srážku – se pokusil Spyderem provést závodní manévr „bočního úhybu“, ale kvůli nedostatku času a prostoru se obě auta srazila téměř čelně. Svědek John Robert White uvedl, že Spyder se dvakrát nebo třikrát převrátil a dopadl do příkopu vedle silnice severozápadně od křižovatky. Síla nárazu odhodila mnohem těžší Ford 12 m po silnici US 466 do protisměru. Srážku vidělo několik lidí, kteří zastavili, aby pomohli. Žena s ošetřovatelskými zkušenostmi se postarala o Deana a zjistila slabý puls na jeho krku.
Na místo nehody byli přivoláni kapitán Ernest Tripke a desátník Ronald Nelson z kalifornské dálniční policie (CHP). Než oba dorazili, byl Dean vyproštěn z trosek Spyderu, přičemž jeho levá noha byla rozdrcena mezi spojkovým a brzdovým pedálem. Byl kriticky zraněn, protože jeho vozidlo absorbovalo hlavní náraz, a utrpěl zlomeninu krku a rozsáhlá vnitřní i vnější zranění. Hickman a Roth dorazili na místo nehody přibližně deset minut po srážce, přičemž Hickman pomáhal při vyprošťování Deana z trosek. Nelson byl svědkem toho, jak Dean, v bezvědomí a umírající, byl naložen do sanitky, a Wütherich, který byl vymrštěn ze Spyderu, ležel téměř v bezvědomí na krajnici vedle havarovaného vozidla.
Dean a Wütherich byli odvezeni stejnou sanitkou do nemocnice Paso Robles War Memorial Hospital, vzdálené 45 km. Dean byl při příjezdu v 18:20 prohlášen za mrtvého ošetřujícím lékařem pohotovosti, doktorem Robertem Bossertem. Jako příčina smrti je v Deanově úmrtním listě uvedena zlomenina krku, mnohočetné zlomeniny horní a dolní čelisti, zlomeniny obou paží a vnitřní zranění. Beath napsal, že Dean zemřel v náručí svého přítele Hickmana. Navzdory zprávám, že Dean jel rychlostí přibližně 137 km/h, Nelson odhadl na základě trosek a polohy Deanova těla, že skutečná rychlost byla kolem 89 km/h.
Wütherich přežil náraz se zlomenou čelistí a vážnými poraněními kyčle a stehenní kosti, která vyžadovala okamžitou operaci. Turnupseed nebyl při nehodě vážně zraněn; utrpěl pohmožděniny v obličeji a krvácel z nosu. Po výslechu kalifornskou dálniční policií se vydal stopem za tmy domů do Tulare. Roth pořídil fotografie místa nehody, které později získal Seita Óniši, japonský podnikatel v důchodu, jenž poblíž místa nehody vztyčil památník.
Některé zdroje potvrzují, že poslední známá slova Deana, pronesená těsně před nárazem poté, co mu Wütherich řekl, aby zpomalil, když Ford Tudor vjel do jejich pruhu, zněla: „Ten chlap musí zastavit... Uvidí nás.“ Lee Raskin se domnívá, že jakékoli zprávy o tom, že Dean a Wütherich spolu mluvili těsně před havárií, jsou pouhé dohady. Podle výpovědi, kterou Wütherich poskytl koronerovi v nemocnici a později v rozhovoru z roku 1960, si mechanik nedokázal vybavit žádné konkrétní okamžiky bezprostředně před havárií ani po ní.

## Vyšetřování a následky
Oficiálně pověřený šerif-koroner svolal vyšetřování, které se konalo 11. října 1955 v zasedací síni radnice v San Luis Obispo. Turnupseed uvedl porotě, že nízký vůz Spyder uviděl až ve chvíli, kdy odbočoval doleva na silnici SR 41. Po dalších výpovědích kalifornské dálniční policie a svědků porota koronera vynesla verdikt o náhodné smrti bez trestného úmyslu a shledala Turnupseeda nevinným z jakéhokoli spoluzavinění Deanovy smrti.
Ačkoli nebyl obviněn z žádného trestného činu, Turnupseed utrpěl zdrcující ránu, která ho pronásledovala po zbytek života. Poskytl pouze jeden rozhovor – deníku Tulare Advance-Register bezprostředně po nehodě – ale poté už odmítal o události veřejně hovořit. Později vlastnil a provozoval velmi úspěšnou rodinnou firmu zabývající se elektroinstalacemi v Tulare. V roce 1995 zemřel ve věku 63 let na rakovinu plic.
Wütherich, který podstoupil několik komplikovaných operací kyčle a stehenní kosti, se v roce 1957 vrátil do Západního Německa s psychickými a právními problémy. V 60. letech pracoval pro testovací oddělení společnosti Porsche a mezinárodní rallyové a závodní týmy. Zemřel v červenci 1981 ve věku 53 let v Kupferzellu v Západním Německu, když ztratil kontrolu nad svým vozem a narazil do obytného domu. Stejně jako Dean byl vyproštěn z vraku a zemřel na místě.
Během natáčení filmu Gigant Dean spolu s hercem Gigem Youngem natočil krátký veřejně-prospěšný spot pro Národní bezpečnostní radu. Vystupoval v něm v kostýmu Jetta Rinka a hovořil o tom, že nadměrná rychlost na dálnici může být nebezpečnější než závodění na okruhu. Na konci segmentu místo předepsané fráze „Život, který zachráníte, může být váš vlastní“ Dean improvizoval a řekl: „Život, který zachráníte, může být můj.“

## Pohřeb a památník

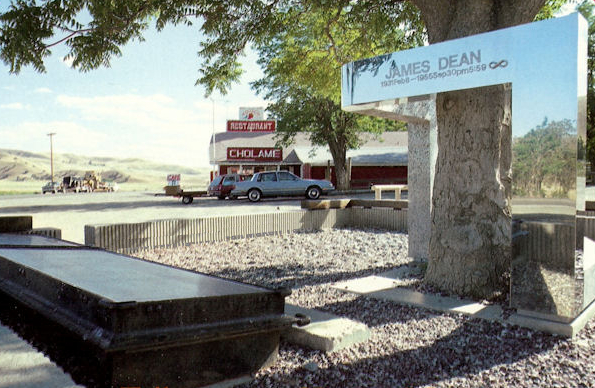
Památník Jamese Deana v Cholame. Dean zemřel přibližně jednu míli východně od tohoto stromu.

Deanův pohřeb se konal 8. října 1955 v kostele Fairmount Friends Church ve Fairmountu v Indianě. Rakev zůstala uzavřená, aby zakryla těžká zranění horní části těla a obličeje. Pohřbu se zúčastnilo odhadem 600 smutečních hostů a dalších 2 400 fanoušků se shromáždilo před kostelem během pohřebního průvodu. Deanovo tělo je pohřbeno na hřbitově Park Cemetery ve Fairmountu, méně než míli od místa, kde vyrůstal na farmě své tety a strýce.
V roce 1977 byl Deanovi v kalifornském Cholame vztyčen památník. Stylizovaná socha z nerezové oceli obklopuje pajasan žláznatý rostoucí před bývalou poštovní budovou v Cholame. Socha byla navržena v Japonsku a do Cholame byla přepravena za doprovodu mecenáše projektu Seity Ónišiho z Kóbe. Do sochy jsou vyryta data a časy Deanova narození a úmrtí spolu s ručně psaným textem od jeho přítele Williama Basta, který cituje jednu z Deanových oblíbených vět z knihy Antoina de Saint-Exupéryho Malý princ: „Co je důležité, je očím neviditelné.“ Vedle data Deanova úmrtí je také symbol nekonečna, který naznačuje, že na něj nikdy nebude zapomenuto. Óniši vybral místo po prozkoumání lokality nehody, která se nachází méně než míli odtud. 
Původní křižovatka dálnic 41 a 46, kde došlo ke srážce, se v průběhu desetiletí mírně posunula, protože obě silnice byly přeloženy, aby se zvýšila bezpečnost. V dubnu 2023 byla zahájena výstavba nové nadzemní křižovatky, která odstraní nutnost odbočování doleva přes provoz z dálnice 46 na dálnici 41. Dne 30. září 2005 byla křižovatka silnic SR 46 a SR 41 oficiálně pojmenována James Dean Memorial Junction v rámci připomínky 50. výročí Deanova úmrtí.

## „Prokletí“ Deanova auta

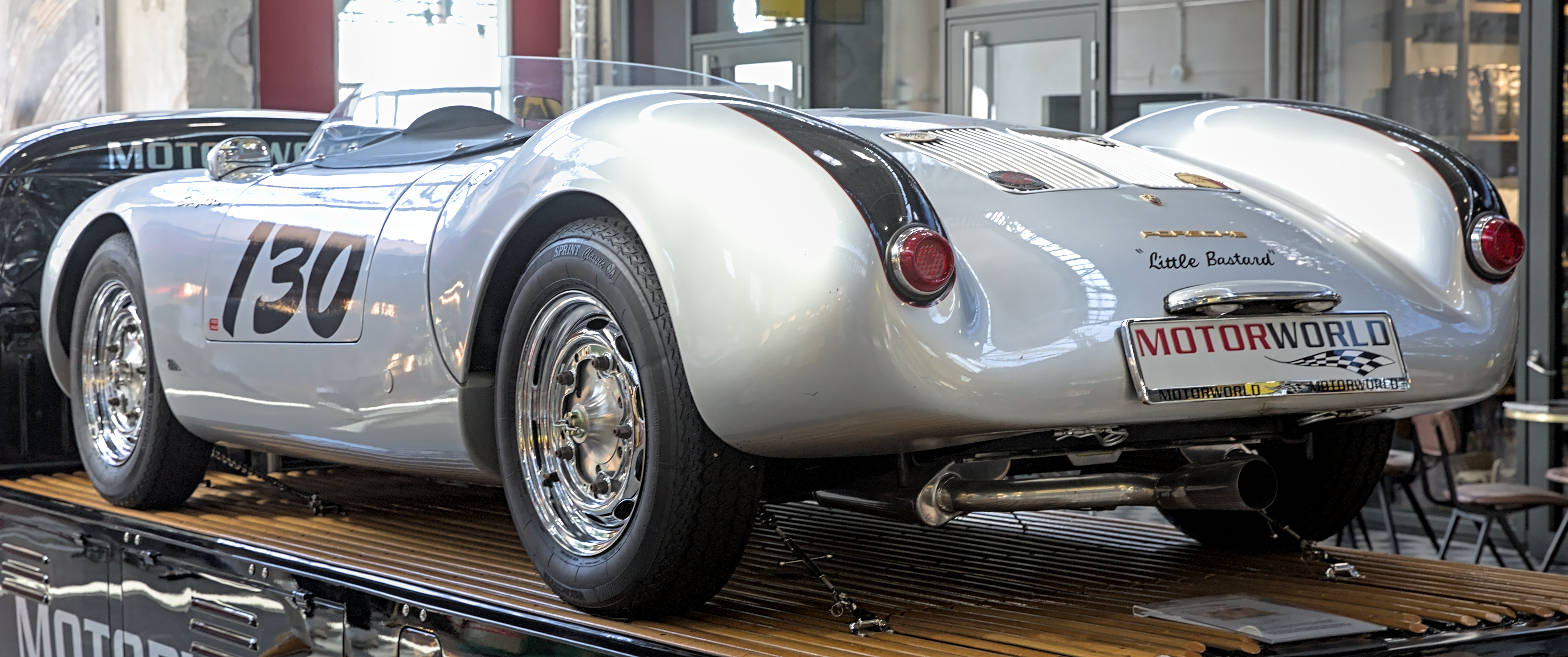
Porsche 550 Spyder upravený tak, aby vzhledem připomínal Deanův vůz „Little Bastard“.

„Prokletí“ vozu Jamese Deana, známého jako „Little Bastard“, se stalo součástí americké kulturní mytologie. Jeho příběh začal ještě předtím, než se automobil stal účastníkem jakékoli nehody. Britský herec Alec Guinness ve své autobiografii Blessings in Disguise z roku 1985 vzpomíná, že během své první noci v Los Angeles 23. září 1955 potkal spolu s přítelkyní Thelmou Mossovou Deana. Ten je pozval, aby se k němu připojili u stolu v restauraci, kterou právě opustili, protože v ní nebylo volné místo. Dean jim ukázal své stříbrné Porsche a řekl: „Právě mi ho dodali.“ Guinness ho údajně varoval, aby s ním nikdy nejel: „Prosím, nikdy do něj nenastupuj. Je teď deset hodin, pátek 23. září 1955. Pokud do toho auta nastoupíš, příští týden touto dobou tě v něm najdou mrtvého.“ O týden později se jeho předpověď naplnila.
Po smrtelné nehodě archivář a autor knih o Deanovi Warren Beath přisoudil vznik „prokletí“ Georgi Barrisovi, který se sám označoval za „krále kustomizátorů“. Barris tvrdil, že byl prvním majitelem vraku a v roce 1956 ho poprvé vystavil na veřejnosti. Právě tehdy začal mýtus o „prokletí“ šířit. V následujících letech Barris popisoval sérii záhadných nehod z let 1956–1960, které měly souviset s „Little Bastardem“. Tyto incidenty podle něj způsobily vážná zranění několika lidem a dokonce smrt jednoho řidiče nákladního vozu. Autor Lee Raskin upozorňuje, že mnoho těchto tvrzení pravděpodobně vychází až z Barrisovy knihy Cars of the Stars z roku 1974.
Podle Raskinovy knihy James Dean: At Speed z roku 2005 byl havarovaný Spyder pojišťovnou označen za totální škodu. Deanův otec Winton dostal jako odškodné vyplacenou tržní hodnotu vozu. Pojišťovna pak prostřednictvím vrakoviště v Burbanku prodala vůz Dr. Williamu F. Eschrichovi. Ten v roce 1955 několikrát závodil s Deanem a po koupi vraku Porsche demontoval motor i další mechanické části. Čtyřválcový motor Porsche následně namontoval do podvozku svého závodního Lotusu IX. V roce 1956 se s tímto vozem, který pojmenoval „Potus“, zúčastnil sedmi závodů California Sports Car Club. Dne 21. října 1956 měl při závodě v Pomona Sports Car Races menší kolizi s jiným jezdcem.
Barrisova kniha Cars of the Stars popisuje, že v tomtéž závodě zahynul Dr. McHenry, který řídil vůz poháněný motorem z Deanova Porsche. Jeho auto se vymklo kontrole a narazilo do stromu. Jiný účastník, Dr. William F. Eschrich z Burbanku, utrpěl zranění, když se jeho vůz s hnacím ústrojím z Deanova auta převrátil. Eschrich v rozhovoru den po McHenryho smrti uvedl, že mu půjčil převodovku a několik dalších dílů: „Nemyslím si, že při nehodě používal převodovku, ale používal zadní výkyvná ramena, která drží zadní nápravu.“ McHenry je podle Raskina patrně jedinou skutečnou obětí „prokletí“.
Raskin rovněž upozorňuje, že Barris sice mohl upravovat některé vozy pro film Rebel bez příčiny, nikdy však nepracoval na žádném z Deanových osobních aut, včetně jeho Porsche. Deanův blízký přítel Lew Bracker potvrdil, že Barris nebyl součástí Deanových závodních aktivit a nepatřil ani do jeho „vnitřního kruhu“. Nebyl tedy mezi těmi, kteří byli 30. září 1955 pozváni na cestu do Salinasu. Není jasné, jak se Barris s Eschrichem seznámil, ale po rozebrání vozu mu Eschrich předal zničenou karoserii Spyderu. Barris v roce 1956 oznámil, že „Little Bastarda“ přestaví, ale vrak byl natolik poškozený, že to nebylo možné. Nakonec pouze přivařil hliníkový plech na promáčknutý levý přední blatník a část kokpitu. Poté začal bít na hliníkové panely dřevěnou latí o rozměrech 2x4, aby napodobil poškození způsobené kolizí. Později v roce 1956 zapůjčil „Little Bastarda“ losangeleské pobočce Národní rady pro bezpečnost, která vůz vystavila na přehlídce veteránů a upravených vozů. Exponát byl inzerován jako „Poslední sportovní vůz Jamese Deana“. V letech 1957–1959 vrak putoval po autosalonech, kinech, bowlingových halách a akcích zaměřených na bezpečnost silničního provozu po celé Kalifornii.
Jen málo historek o „prokletí“ lze ověřit. Jedna z nich se týká požáru 12. března 1959, kdy „Little Bastard“ dočasně uskladněný v garáži ve Fresnu začal hořet před plánovaným vystavením na autosalonu. Deník The Fresno Bee však 12. května 1959 uvedl, že k požáru došlo již v noci 11. března a Spyder utrpěl jen lehké poškození – shořely dvě pneumatiky a ohořel lak. Nikdo nebyl zraněn a žádný jiný majetek nebyl poškozen. Později téhož roku se „Little Bastard“ znovu objevil na národních autosalonech a výstavách věnovaných bezpečnosti provozu. Legenda rovněž tvrdí, že vůz v roce 1960 záhadně zmizel. Barris uváděl, že se Spyder vracel z výstavy na Floridě v zapečetěném vagónu. Když vlak dorazil do Los Angeles, Barris podepsal nákladní list a ověřil, že pečeť je neporušená – ale vagón byl prázdný.
Raskin se domnívá, že Barrisova show s „Little Bastardem“ na konci 50. let ztratila pro fanoušky atraktivitu, zejména když popkultura 60. let začala upřednostňovat výkonné muscle cars. Podle něj Barris zmizení vozu záměrně zinscenoval, aby udržoval mýtus o Deanovi, zejména při významných výročích jeho smrti.
Ačkoli „Little Bastard“ zůstává nezvěstný, společnost Historic Auto Attractions v Roscoe v Illinois tvrdí, že má ve své expozici originální část Deanova Spyderu. Jedná se o malý kousek hliníku o velikosti několika centimetrů čtverečních, který byl ukraden z oblasti poblíž rozbitého čelního skla, když byl Spyder po nehodě uložen v garáži v Cholame. V roce 2005, u příležitosti 50. výročí Deanovy smrti, oznámilo Volo Auto Museum v Illinois, že vystavuje údajné dveře spolujezdce z Deanova vozu. Volo a Barris nabídli milion dolarů komukoli, kdo prokáže, že vlastní zbytky vozu. Nikdo se však nepřihlásil.
Čtyřválcový motor Porsche (č. 90059) spolu s původním kalifornským osvědčením o registraci, které obsahuje jeho číslo, je v majetku rodiny zesnulého Dr. Eschricha. Sestava transaxle Porsche (č. 10046) je ve vlastnictví sběratele a restaurátora vozů Porsche Jacka Stylese z Massachusetts. Raskin původně zdokumentoval a zveřejnil všechna sériová čísla (VIN) Deanova Spyderu (podvozek, motor, převodovka) i jeho modelu 356 Super Speedster. K roku 2004 nebyl žádný z Deanových vozů Porsche nalezen.

## Dokument
Dne 15. února 2009 se všichni tři příslušníci Kalifornské dálniční policie, kteří v den Deanovy smrti s případem přišli do styku – policista Otie Hunter, jenž Deana pokutoval za rychlou jízdu, a policisté Ernie Tripke a Ronald Nelson, kteří vyšetřovali nehodu – zúčastnili dokumentu SCVTV s názvem The Stuff of Legend: James Dean's Final Ride. Film koprodukovala Santa Clarita Valley Historical Society.